# 글루코드
글루코드(GlueCode)는 오픈 소스기반의 웹 애플리케이션 서버 전문 소프트웨어 회사이다. 2005년 5월에 IBM에 인수되었고, 제품은 웹스피어로 편입되었다.